# 穆里夫卡
51°28′29″N 31°49′13″E / 51.47472°N 31.82028°E
穆里夫卡（烏克蘭語：Мурівка），是烏克蘭北部切爾尼希夫州切爾尼希夫區贝雷兹纳市镇的村庄。面積0.12平方公里，海拔高度117米，2001年人口9，人口密度每平方公里75人。